# Dzjava
Dzjava (georgiska: ჯავა; ossetiska: Дзау, Dzau) är en daba (stadsliknande ort) i Georgien, som de jure ligger i regionen Inre Kartlien och är huvudort i Dzjavadistriktet. Området ligger dock inom utbrytarrepubliken Sydossetien och står inte under Georgiens kontroll. Rokitunneln i norr förbinder distriktet med Ryssland.